# Konrad Elfers
Konrad Elfers (* 25. Oktober 1919 in Essen; † 22. September 1996 in Bremerhaven) war ein deutscher Komponist und Pianist. Bekannt wurde er vor allem durch seine Kompositionen für Spielfilme, Fernsehproduktionen und Hörspiele.

## Leben
Der Pianist Konrad Elfers schrieb in der Nachkriegszeit zunächst Vertonungen für alte Stummfilmklassiker wie Fritz Langs Dr. Mabuse, der Spieler oder Langs zweiteiliges Nibelungen-Epos. Später schrieb er als Filmkomponist die Musik zu Jürgen Roland (Vier Schlüssel), dem Abenteuerfilm Inside Out – Ein genialer Bluff (mit Telly Savalas und James Mason) sowie den Thriller Finale in Berlin (nach Len Deightons gleichnamiger Romanvorlage) mit Michael Caine in der Rolle des britischen Geheimagenten Harry Palmer. 1987 ließ Rosa von Praunheim mit Elfers’ Musik sein Drama Anita – Tänze des Lasters über die in den 1920er Jahren populäre Nackttänzerin Anita Berber untermalen.
In den 1960er und 1970er Jahren schuf er zahlreiche Werke für Hörspiele des Bayerischen Rundfunks, darunter für die Reihe Aus der Chronik des Dr. Watson mit Peter Pasetti als Sherlock Holmes und Erik Schumann als Dr. Watson.
Von Elfers’ Werken ist vor allem „Hej, Pippi Langstrumpf!“, das ursprünglich von Jan Johansson verfasste Titellied der Pippi-Langstrumpf-Filme bekannt, das ab 1969 in allen Pippi-Langstrumpf-Filmen mit Inger Nilsson zu hören war.
Einem breiten Publikum wurde Elfers auch durch die Sendereihe Es darf gelacht werden bekannt. Zwischen 1961 und 1965 präsentierte darin Werner Schwier zahlreiche komödiantische Kurzfilme der Stummfilmzeit (z. B. mit Buster Keaton), die er in einem dieser Zeit nachempfundenen Kinosaal für den Zuschauer kommentierte, während Konrad Elfers neben ihm an einem alten Klavier die Hintergrundmusik live dazu spielte.
Konrad Elfers starb am 22. September 1996 in Bremerhaven.

## Filmografie (Auswahl)
- 1922: Dr. Mabuse, der Spieler (2 Teile, nachträglich neu vertont)
- 1922/24: Die Nibelungen (2 Teile, nachträglich neu vertont)
- 1925: Go West (Der Cowboy) (nachträglich neu vertont)
- 1926: Battling Butler (Der Killer von Alabama/Buster Keaton, der Boxer/Ich bin der Größte/Schlag auf Schlag) (nachträglich neu vertont)
- 1927: The General (Der General) (nachträglich neu vertont)
- 1927: College (Der Musterschüler/Buster Keaton, der Student/Sport ist Mord) (nachträglich neu vertont)
- 1961: Kalamitäten
- 1965: 4 Schlüssel
- 1966: Finale in Berlin (Funeral in Berlin)
- 1969: Pippi Langstrumpf (Pippi Långstrump)
- 1969: Pippi geht von Bord (Pippi Långstrump på de sju haven)
- 1970: Pippi in Taka-Tuka-Land (Här kommer Pippi Långstrump)
- 1970: Pippi außer Rand und Band (På rymmen med Pippi Långstrump)
- 1975: Inside Out – Ein genialer Bluff (Inside Out)
- 1987: Anita – Tänze des Lasters

## Hörspiele (Auswahl)
- 1964: Hermann Sudermann: Heilige Zeit. Eine szenische Bilderfolge – Regie: Heinz-Günter Stamm (Hörspielbearbeitung – BR)
- 1965: Robert C. Sherriff: Um 7 Uhr zu Hause – Regie: Heinz-Günter Stamm (Kriminalhörspiel, Hörspielbearbeitung – BR)
- 1965: Rolf und Alexandra Becker: Schachmatt – Regie: Heinz-Günter Stamm (Original-Hörspiel, Kriminalhörspiel – BR)
- 1965: Ingeborg Teuffenbach: Mosaik der Momente – Regie: Heinz-Günter Stamm (Originalhörspiel – BR)
- 1966: Friedrich Schiller: Die Verschwörung des Fiesco zu Genua – Regie: Heinz-Günter Stamm (Hörspielbearbeitung – BR)
- 1966: Dorothy L. Sayers: Glocken in der Neujahrsnacht (4 Teile) – Regie: Otto Kurth (Hörspielbearbeitung, Kriminalhörspiel – BR)
- 1967: Johann Wolfgang von Goethe: Wilhelm Meisters theatralische Sendung (6 Teile) – Regie: Otto Kurth (Hörspielbearbeitung – HR/WDR)
- 1967: Friedrich Michael: Silvia und die Freier – Regie: Heinz-Günter Stamm (Hörspielbearbeitung – BR)
- 1968: Arthur Conan Doyle: Aus der Chronik des Dr. Watson (1. Folge: Das letzte Problem) – Regie: Heinz-Günter Stamm (Hörspielbearbeitung, Kriminalhörspiel –BR)
- 1968: Arthur Conan Doyle: Aus der Chronik des Dr. Watson (2. Folge: Das leere Haus) – Regie: Heinz-Günter Stamm (Hörspielbearbeitung, Kriminalhörspiel –BR)
- 1968: Arthur Conan Doyle: Aus der Chronik des Dr. Watson (3. Folge: Das Musgrave-Ritual) – Regie: Heinz-Günter Stamm (Hörspielbearbeitung, Kriminalhörspiel –BR)
- 1968: Arthur Conan Doyle: Aus der Chronik des Dr. Watson (4. Folge: London im Nebel) – Regie: Heinz-Günter Stamm (Hörspielbearbeitung, Kriminalhörspiel –BR)
- 1968: Arthur Conan Doyle: Aus der Chronik des Dr. Watson (5. Folge: Der Shoscombe-Rennstall) – Regie: Heinz-Günter Stamm (Hörspielbearbeitung, Kriminalhörspiel –BR)
- 1968: Arthur Conan Doyle: Aus der Chronik des Dr. Watson (6. Folge: Die einsame Radfahrerin) – Regie: Heinz-Günter Stamm (Hörspielbearbeitung, Kriminalhörspiel –BR)
- 1969: Rolf und Alexandra Becker: Gestatten, mein Name ist Cox: Heißen Dank für kaltes Buffet. Ein neues Abenteuer von Paul Cox (4 Teile) – Regie: Heinz-Günter Stamm (Originalhörspiel, Kriminalhörspiel – BR)
- 1969: Alain Franck: Jasseron, Rechtsanwalt und Notar – Regie: Edmund Steinberger (Originalhörspiel, Kriminalhörspiel – BR)
- 1969: Terence Rattigan: Und abends in die Komödie: Der schlafende Prinz – Regie: Heinz-Günter Stamm (Hörspielbearbeitung – BR)
- 1969: James Hadley Chase: Alibi auf Tonband – Regie: Heinz-Günter Stamm (Hörspielbearbeitung, Kriminalhörspiel – BR)
- 1970: Charles Maître: Corpus delicti (Musik: Klavier) – Regie: Heinz-Günter Stamm (Kriminalhörspiel –BR)
- 1970: Ernst von Wildenbruch: Seinerzeit ausverkauft: Die Rabensteinerin – Regie: Heinz-Günter Stamm (Hörspielbearbeitung – BR)
- 1971: Karl Richard Tschon: Rosenholz und Stradivari – Regie: Heinz-Günter Stamm (Originalhörspiel, Kurzhörspiel, Kriminalhörspiel – BR)
- 1971: Walter Hasenclever: Ein besserer Herr – Regie: Heinz-Günter Stamm (Hörspielbearbeitung – BR)
- 1971: Anke Beckert, Frédéric Dard: Der Pavillon in Saint Cloud – Regie: Heinz-Günter Stamm (Hörspielbearbeitung, Kriminalhörspiel – BR)
- 1971: Elke Heidenreich, Bernd Schroeder: Bayerische Szene: Die Geburtstage der Gaby Hambacher – Regie: Wolf Euba (Hörspiel – BR)
- 1971: Arnold E. Ott: Radarkontrolle – Regie: Heinz-Günter Stamm; Hans Eichleiter (Originalhörspiel, Kriminalhörspiel – BR)
- 1972: Dario Niccodemi: Seinerzeit ausverkauft: Scampolo – Regie: Heinz-Günter Stamm (Hörspiel – BR)
- 1972: Otto Julius Bierbaum: Pankrazius Graunzer – Regie: Heinz-Günter Stamm (Hörspielbearbeitung – BR/SFB)
- 1973: Hans Fitz: Bayerische Szene: Madame Hohenester – Bearbeitung und Regie: Edmund Steinberger (Originalhörspiel – BR)
- 1976: Carl Zuckmayer: Midas der schimmernden Berge – Regie: Heinz-Günter Stamm (Hörspiel – BR/ORF)